# Patay
Patay is een gemeente in het Franse departement Loiret (regio Centre-Val de Loire). De plaats maakt deel uit van het arrondissement Orléans. Patay telde 2.341 inwoners op 1 januari 2022. 

## Geschiedenis
De Fransen wonnen er de beslissende slag bij Patay in de Honderdjarige Oorlog tegen de Engelsen en de Bourgondiërs.

## Geografie
De oppervlakte van Patay bedroeg op 1 januari 2022 13,8 vierkante kilometer; de bevolkingsdichtheid was toen 169,6 inwoners per km².

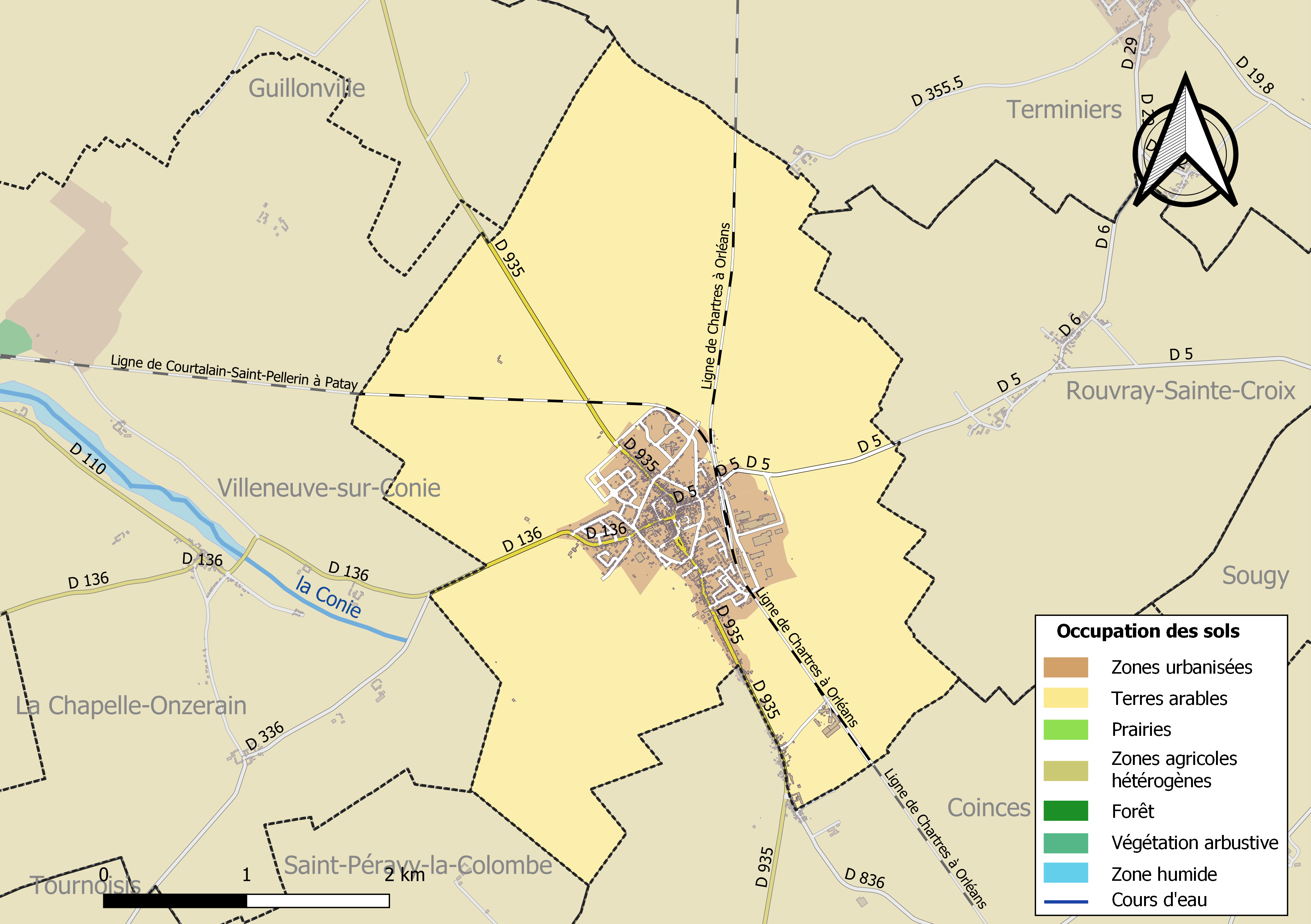
Kaart van de gemeente met de belangrijkste infrastructuur, bodemgebruik en omliggende gemeenten

## Demografie
Onderstaande figuur toont het verloop van het inwonertal (bron: INSEE-tellingen).